# Fuente de Vaucluse
La fuente de Vaucluse (en francés fontaine de Vaucluse) es un manantial kárstico en la comuna de Fontaine-de-Vaucluse, a la que da nombre, en el departamento de Vaucluse (Francia). Es el mayor manantial kárstico de la Francia metropolitana por flujo y el quinto más grande del mundo, con una producción anual de 630 a 700 millones de m³ de agua. Esta fuente da nombre en hidrogeología a un tipo de manantial denominado «fuente vauclusiana».

## Toponimia
La zona en la que se encuentra el manantial se llamaba  «Vallis Clausa» («valle cerrado») en latín debido a su posición topográfica. Esto se convirtió en  «Vaucluse», que dio su nombre a la fuente de Vaucluse. El nombre en el dialecto provenzal es  «Font de Vau-cluso», la fuente del valle cerrado. La palabra  «font» tiene dos significados en provenzal,  «fuente» y  «manantial». En este caso designa un manantial y no una fuente.

## Geología
La fuente de Vaucluse se formó después de la crisis salina del Messiniense, que causó la profundidad de la exsurgencia.
Sobre la fuente hay un acantilado de piedra caliza de 230 m de altura con innumerables roturas y fallas. Esto actúa como un reservorio, un acuífero kárstico, en el cual el agua circula a lo largo de las discontinuidades hasta que encuentra una barrera de piedra caliza y arcilla.
El manantial es el único punto de salida de una cuenca subterránea de 1100 km² que captura aguas del Mont Ventoux, las montañas Vaucluse, la meseta de Albion y la montaña Lure.. El agua de esta exurgencia contiene un promedio de 200 miligramos por litro de carbonato de calcio y tiene un flujo anual de aproximadamente 700 millones de m³, por lo que el reservorio pierde 50 000 m³ de piedra caliza cada año. Este fenómeno de karstificación que actúa sobre la superficie del impluvio elimina un volumen anual de 45 m³ por km², que desaparecen después de disolverse en el agua.

## Historia
En la antigüedad, la fuente era un lugar de ofrendas rituales. Durante varias inmersiones, particularmente en 1998, los miembros de la Sociedad Espeleológica de Fontaine-de-Vaucluse (SSFV), se mostraron intrigados por la presencia de muchas monedas. Los espeleólogos del SSFV realizaron buceos de prospección bajo la dirección del Departamento de Investigación Arqueológica Subacuática (DRASSMfr). El submarino Spélénaute les permitió trabajar entre −40 y −80 metros en 2001, revelando antiguos depósitos de divisas. Un año más tarde, durante una nueva campaña de exploración, los espeleólogos recuperaron 400 piezas de gran valor histórico. En 2003 un nuevo sitio arqueológico permitió otros descubrimientos. Se han recuperado 1600 piezas y objetos, que datan desde el siglo I a. C. a mediados del siglo V.

## Exploración
La primera inmersión con equipo de buceo pesado tuvo lugar en 1879 cuando Nello Ottonelli se aventuró a 23 metros de profundidad. Henri Louis Joseph Ayme organizó la exploración de la cuenca y el 24 de septiembre de 1938 Negri alcanzó una profundidad de 30 metros.
En 1946, gracias a su traje de caucho, Jacques-Yves Cousteau descendió 46 metros y nueve años después alcanzó la cota de 74 metros (el límite de inmersión con aire). En 1981, Claude Touloumdjian alcanzó 153 metros con una mezcla de oxígeno y helio.  Finalmente, en 1983, Jochen Hasenmayer alcanzó 205 metros.
En 1985, el robot de la Misión Modexa 350 se posó en el fondo de la gruta a una profundidad de 308 metros. En 1989, otro robot, Spélénaute, (SSFV) alcanzó el punto más bajo conocido hasta la fecha a una profundidad de 315 metros. En 1997, el buzo Pascal Bernabé descendió a una profundidad de 250 metros.